# Като птица
„Като птица“ е вторият студиен албум на Рени. Паралелно със сръбската версия на албума – Reni 1999, Рени подготвя и записва песните и на български език, като в българската версия песните са с 2 повече. И двете версии на албума излизат през декември 1999 г. Издател на албума е „Пайнер“. Албумът съдържа 10 песни.

## Песни
1. Като птица съм свободна
2. Хей, любов ти стара
3. Луда обич
4. Балът свърши
5. Не се страхувам
6. Сърце ревниво
7. Авантюра
8. Ранена
9. Кукла Барби
10. Огледало

## Видеоклипове
| Видеоклип     | Премиера | Албум      | Режисьор       |
| ------------- | -------- | ---------- | -------------- |
| Като птица    | 1999     | Като птица | Петьо Картулев |
| Кукла Барби   | 2000     | Като птица |                |
| Сърце ревниво | 2000     | Като птица | Петьо Картулев |
| Ранена        | 2000     | Като птица |                |

## ТВ Версии
| Видеоклип    | Албум      | Програма                           |
| ------------ | ---------- | ---------------------------------- |
| Балът свърши | Като птица | Новогодишна програма „Пайнер“ 1999 |
| Като птица   | Като птица | Новогодишна програма „Пайнер“ 1999 |

## Музикални изяви

### Самостоятелни концерти
- 2000 г. – Концерт – промоция на албума „Като птица“; Зала 1 на НДК

### Участия в концерти
- „Пирин фолк“ 2003 – изп. „Не мога без тебе“, „Луда за любов“, „Не се стахувам“ и „Лудо младо“
- „Пирин фолк“ 2010 – изп. „Като птица“, „Влюбих се опасно“, „Горчиво и сладко“, „Магия“, „Към теб летя“ и „Моя Българио“